# 周一清晨
《周一清晨》（英語：Monday Mornings）是一部美国医疗剧电视系列节目，2013年2月4日至4月8日在TNT电视网每周一播。改编自桑贾伊·古普塔的同名小说。

## 剧情
该剧主要讲述俄勒冈州波特兰市一家虚构的切尔西综合医院里，五名外科医生在行医和生活中所遇到的故事。剧名来自剧中医院内每周一清晨召开的回顾总结会，会上外科主任胡滕医生会针对各位外科医生之前的成绩和错误做出犀利的表扬和批评。

## 主要角色
- 阿尔弗雷德·莫里纳 饰演外科主任哈丁·胡滕医生
- 文·雷姆斯 饰演创伤首席医师“大猫”豪尔赫·维拉纽瓦
- 比尔·欧文 饰演移植首席医师的巴克·蒂尔尼[3]
- 杰米·班柏 饰演神经外科医生泰勒·威尔逊[4]
- 詹妮佛·芬尼甘 饰演神经外科医生蒂娜·里奇韦
- Keong Sim 饰演神经外科医生宋帕克[5]
- 莎拉優·拉奧 饰演心胸外科医生希尼·娜普尔
- 艾米莉·斯沃勒 饰演神经外科医生米歇尔·罗比戴尔

- 杰森·格雷-史丹佛 饰演医院律师斯科特·亨德森
- 安东尼·希尔德 饰演医疗事故律师米奇·汤普金斯[6]
- 乔纳森·斯沃曼 饰演内科医生约翰·利伯曼
- 维勒莉·玛哈菲 饰演医院事故管理部的弗兰·霍洛维茨